# القصف الروسي عبر الحدود لأوكرانيا 2014

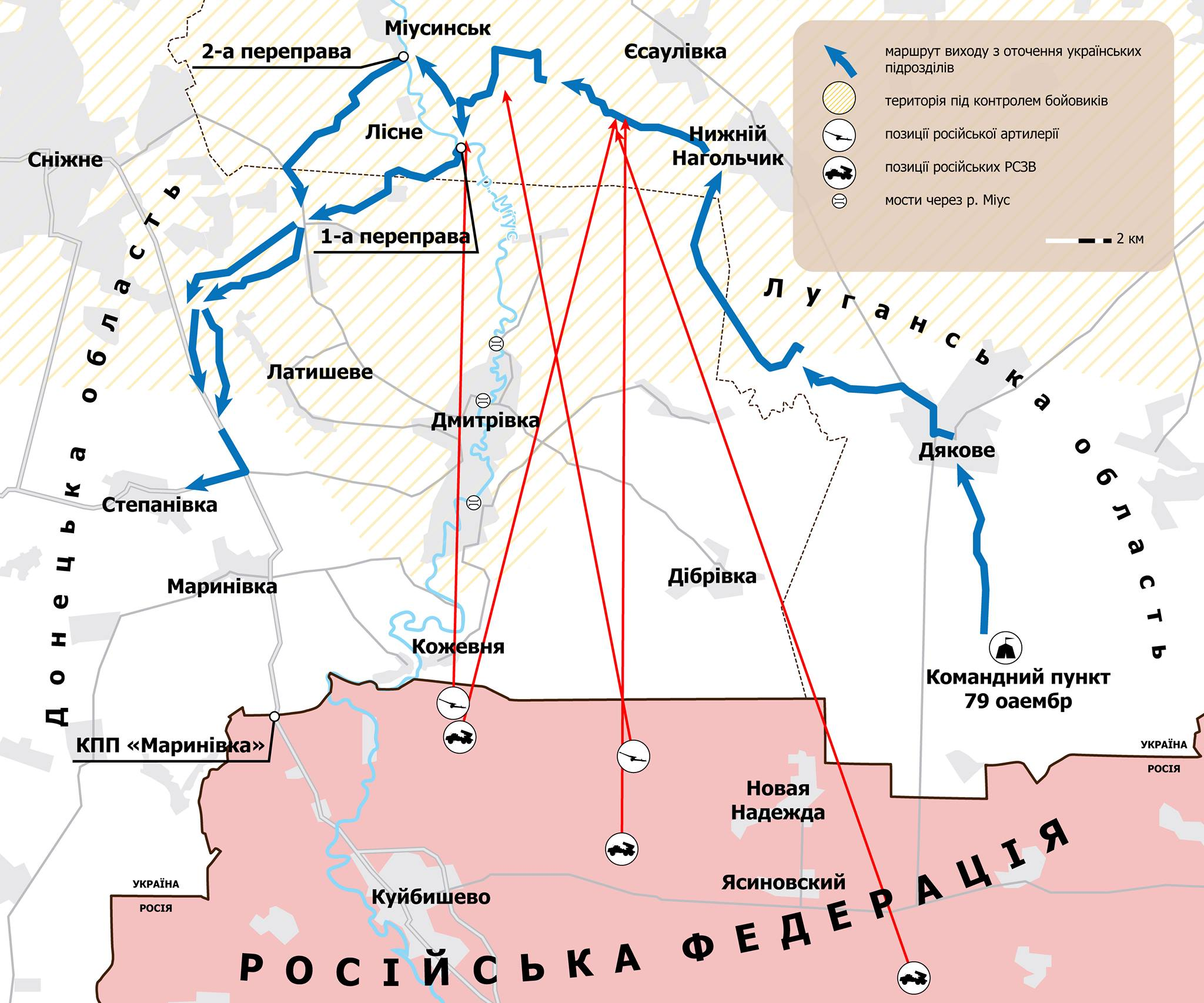
القصف الروسي على القوات الأوكرانية المنسحبة من إيزفارين

حدث القصف المدفعي الروسي عبر الحدود لأوكرانيا في الفترة من يوليو إلى سبتمبر 2014 أثناء الحرب في دونباس لدعم جمهوريتي دونيتسك ولوغانسك الشعبيتين. نفذت القوات المسلحة الروسية سلسلة قصف مدفعي استهدفت القوات الأوكرانية في منطقة دونباس بأوكرانيا.

## خلفية
في أواخر يونيو 2014، شنت القوات الأوكرانية عملية كبرى لاستعادة السيطرة على الحدود الروسية الأوكرانية. هدد نجاح هذه العملية وجود جمهورية دونيتسك الشعبية وجمهورية لوغانسك الشعبية المدعومتين من روسيا.

## التاريخ
في 11 يوليو 2014، تم قصف معسكر أوكراني في قرية زيلينوبيليا بالقرب من الحدود الأوكرانية الروسية بواسطة راجمة الصواريخ الروسية بي إم-21 غراد، حيث تكبدت القوات الأوكرانية خسائر فادحة. أسفر هجوم مدفعي مكثف وغير متوقع عن مقتل 37 وجرح أكثر من 100 جندي.
في 13 يوليو 2014، أعلنت روسيا أن قذائف هاون أطلقت من الأراضي الأوكرانية سقطت في فناء منزل خاص في بلدة دونيتسك الحدودية في روستوف أوبلاست في روسيا. وأسفر القصف عن مقتل مدني وإصابة اثنين آخرين. وقالت روسيا إنها ستدرس «ضربات دقيقة» تستهدف المواقع العسكرية الأوكرانية بالقرب من الحدود، لكن لن يكون هناك غزو واسع النطاق لأوكرانيا.
قصفت المدفعية الروسية الأراضي الأوكرانية بشكل متكرر خلال الأيام التالية. التقطت مقاطع فيديو حية صواريخ غراد أطلقت من داخل روسيا. وفقًا لتحقيقات بيلنجكات، أحصوا ما لا يقل عن 1,353 حفرة مدفعية في ثلاثة مواقع فقط.
في 24 يوليو 2014، ذكرت الحكومة الأمريكية أن لديها أدلة على أن الجيش الروسي كان يطلق النار على الأراضي الأوكرانية عبر الحدود. وصرح متحدث باسم وزارة الدفاع الأمريكية بأنه «لا شك» في تورط روسيا في الهجمات على القوات المسلحة الأوكرانية. في 27 يوليو، أكد المسؤولون الأمريكيون أن روسيا قصفت الأراضي الأوكرانية. في ذلك الوقت، نفى المتحدث باسم الحكومة الروسية هذه المزاعم. في 28 يوليو، نشرت وزارة الخارجية الأمريكية صور أقمار صناعية تظهر قصف مدفعي ثقيل لمواقع أوكرانية من الأراضي الروسية.
تصاعد القصف قبل أسبوع واحد على الأقل من الغزو الروسي في أغسطس 2014. وفقًا لتقارير الناتو، قصف الجيش الروسي المواقع الأوكرانية عبر الحدود من منتصف أغسطس، وبحلول 22 أغسطس، عبرت المدفعية والأفراد الروس الحدود إلى أوكرانيا نفسها.